# Antigoni Roubessi
Antigoni Roubessi (* 19. Juli 1983 in Athen) ist eine griechische Wasserballspielerin.

## Karriere
Roubessi gewann mit der Griechischen Olympiamannschaft bei den Olympischen Sommerspielen 2004 in Athen die Silbermedaille. Im Folgejahr gewann sie mit der Griechischen Nationalmannschaft die Weltliga in Kirischi. 2008 nahm sie ein zweites Mal an Olympischen Sommerspielen teil und belegte Rang acht. 2011 wurde sie Weltmeisterin mit der griechischen Mannschaft. 2010 und 2012 gewann sie bei der Wasserball-Europameisterschaft jeweils Silber.